# José Martínez de Hervás
José Martínez de Hervás (Ugíjar, Granada, 18 d'agost de 1760 – Madrid, 3 de novembre de 1830) va ser un hisendista i polític espanyol, ministre durant el regnat de Josep I Bonaparte.

## Biografia
Inicia la seva marxa professional com a banquer amb activitat a París a finals del segle xviii inicia la seva carrera política en 1795 com comissionat a França per a les negociacions per la Pau de Basilea. Cònsol a París i ambaixador provisional en 1803, com a premi va obtenir els honors de ministre de la Junta Suprema de Comerç i Moneda i plaça efectiva en el Consell Suprem d'Hisenda. El Rei li concedirà a més el títol de marquès d'Almenara. En 1805 és nomenat ambaixador s Constantinoble. Una vegada instaurat Josep I al tron torna a Espanya, adherint-se al nou monarca i actuant com comissionat regi en diferents províncies. Poc després va ser nomenat membre de Consell d'Estat i president de la seva secció d'Hisenda.  Ministre de Policia al desembre de 1809, és nomenat el 26 d'abril de 1810 i fins al 7 d'agost d'aquest any ministre d'Hisenda. Després de la caiguda dels francesos va marxar a l'exili. En 1820, després de l'inici del Trienni liberal va sol·licitar la seva rehabilitació.

## Obres
- Elogio del Excmo. Sr. D. Antonio Ricardos Carrillo (Madrid, 1795)
- El Marqués de Almenara a su defensor y a sus jueces en la causa intentada contra él por el agente de Hacienda Pública en 1813, y a que no ha podido responder hasta el año de 1820